# Juan José Barrientos
Juan José Barrientos (Xalapa-Enríquez, 27 de mayo de 1944) es un escritor, crítico literario, investigador y traductor mexicano. Ha publicado sobre todo ensayos y artículos de crítica literaria, así como algunas traducciones, pero también ha escrito minicuentos y una serie de relatos autobiográficos. Barrientos practica una crítica de inspiración borgeana, lúdica y especulativa.

## Datos biográficos
Nació en Xalapa, Veracruz, el 27 de mayo de 1944. Estudió una licenciatura en Letras en la Universidad Veracruzana  y obtuvo un doctorado en El Colegio de México con una tesis sobre Borges. Estudió también dos años en la Universidad de Heidelberg becado por el DAAD. 

## Docencia e investigación
Durante cuatro años enseñó Literatura Hispanoamericana en Francia, primero en la Universidad de Toulouse II-Le Mirail, luego en La Sorbona como lecteur, y en la Universidad de Nancy como professeur associé.  También ha dado clases en la Facultad de Letras y en la Escuela para Estudiantes Extranjeros de la Universidad Veracruzana, donde trabaja actualmente como investigador.
Ha participado como ponente en más de veinticinco congresos de la Asociación Internacional de Hispanistas (AIH), el Instituto Internacional de Literatura Iberoamericana (IILI), la International Comparative Literature Association (ICLA) y la Modern Language Association (MLA), entre otras asociaciones e instituciones. Ha publicado unos cincuenta artículos y reseñas en revistas como la Revista de Crítica Literaria Latinoamericana, Hispanic Review, Cuadernos Hispanoamericanos, La balsa de la medusa, Quimera La jornada semanal, Casa del tiempo, Tierra adentro, Revista de la Universidad de México, Cuadernos Americanos, Vuelta, Plural,  Nitrato de plata y Revista Equis, entre otras. Además ha colaborado en periódicos como Política, Milenio el Portal, Imagen de Veracruz y La Jornada Veracruz.

## Premios y reconocimientos
En 1985 se le otorgó el Premio “José Revueltas” de Ensayo Literario que anualmente otorgan el INBA y el gobierno de Durango por medio de la Casa de cultura de Gómez Palacio. Este mismo año ingresó al Sistema Nacional de Investigadores, como "Investigador nacional nivel I", nombramiento que se le ha renovado hasta 2025. Entre los años 2000 y 2003 se le ubicó como "Investigador nacional nivel II"

## Obra
- Borges y la imaginación (INBA/Katún, 1986)
- Versiones (CONACULTA, Sello Bermejo, 2000, reeditado por el IVEC, Voladores, 2013)
- Ficción-historia. La nueva novela hispanoamericana (UNAM, El Estudio, 2001, reeditado por la Editora de Gobierno del estado de Veracruz, 2006)
- La gata revolcada (IVEC, Atarazanas, 2009, reeditado por la Editora de Gobierno del estado de Veracruz, 2013)